# Ottumwa, Iowa
Ottumwa, Iowa là một thành phố thủ phủ quận Wapello trong tiểu bang Iowa, Hoa Kỳ. Thành phố có tổng diện tích km², trong đó diện tích đất là km². Theo điều tra dân số Hoa Kỳ năm 2010, thành phố có dân số 24.998 người. Ottumwa nằm ở phía đông nam của tiểu bang Iowa, và thành phố được chia thành hai nửa bắc và nam của sông Des Moines.